# Provincia de las Islas Riau
La provincia de las Islas Riau (en indonesio: Provinsi Kepulauan Riau, acrónimo: Kepri) es una provincia de Indonesia. Comprende el grupo principal del archipiélago de Riau, junto a otros grupos de islas en el sureste y noreste.
Originalmente era parte de la provincia de Riau, pero se constituyó como provincia aparte en septiembre de 2002.

## Geografía y población
La isla de Batam, la cual se encuentra dentro del núcleo central de las islas (el archipiélago de Riau), contiene la mayoría de la población de la provincia. Desde que es parte de una Zona Económica Especial con Singapur en 2006, ha experimentado tasas de crecimiento demográfico. Otras islas densamente pobladas en el archipiélago son Bintan y Karimun, pero el archipiélago también incluye islas como Bulan y Kundur. Existen alrededor de 3200 islas en la provincia, cuya capital es Tanjung Pinang en el sur de la isla de Bintan. La provincia comprende las islas Lingga al sur del archipiélago de Riau, hacia el noreste se encuentra el archipiélago de Tudjuh, entre Borneo y Malasia continental; el archipiélago de Tudjuh consta de cuatro grupos distintos — las islas Anambas, la islas Natuna, las islas Tambelan y las islas Badas —, las cuales fueron adjuntadas a la nueva provincia, aunque geográficamente no son parte del archipiélago de Riau. En el censo de 2010 la población de la provincia era 1 679 163; sin embargo, la última estimación oficial (para enero de 2014) es de 2 031 895 habitantes.